# مضيق لومبوك

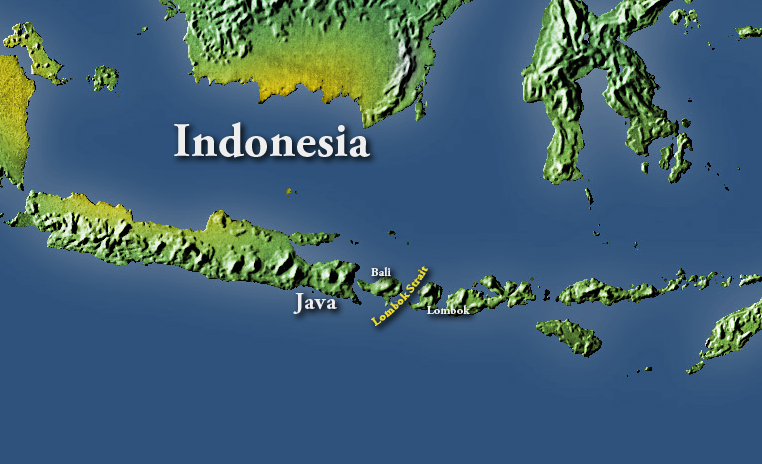

مضيق لُمبوك (بالإندونيسية : Selat Lombok)، مضيق يقع بين بحر جاوة والمحيط الهندي في الأرخبيل الأندونيسي، ويقع بين جزر بالي ولُمبوك، وقريباً من جزر جيلي، اضيق منطقة في المضيق عرضها 20 كيلومتر، في منتصف المضيق، والمضيق أحد المقاطع الرئيسة لتدفق المياة بين المحيطيين الهندي والهادئ في إندونيسيا.250 م (820 قدم) deep